# Naturwald Saubrink/Oberberg
Der Naturwald Saubrink/Oberberg ist ein Naturschutzgebiet in der niedersächsischen Gemeinde Salzhemmendorf und im Flecken Coppenbrügge im Landkreis Hameln-Pyrmont.
Das Naturschutzgebiet mit dem Kennzeichen NSG HA 097 ist 240 Hektar groß. Es ist vollständig Bestandteil des FFH-Gebietes „Ith“ und nahezu identisch mit dem Naturwaldreservat „Saubrink/Oberberg“. Das Naturschutzgebiet wird vollständig vom 2008 ausgewiesenen Naturschutzgebiet „Ith“ umschlossen. Das Gebiet steht seit dem 22. Mai 1986 unter Naturschutz. Zuständige untere Naturschutzbehörde ist der Landkreis Hameln-Pyrmont.
Das Naturschutzgebiet liegt innerhalb des Naturparks Weserbergland Schaumburg-Hameln im Norden des Ith südwestlich von Coppenbrügge. Es wird von ausgedehnten, naturnahen Waldgebieten – Buchenwaldgesellschaften, Kalktrockenhang- und Ahorn-Eschen-Schluchtwälder – geprägt, die nicht mehr bewirtschaftet werden. Sie sollen als Naturwälder ihrer natürlichen Entwicklung überlassen werden.
In der Krautschicht sind Frühjahrsblüher wie Lerchensporn, Märzenbecher und Buschwindröschen zu finden. Weiterhin wachsen hier Aronstab, Goldnessel, Maiglöckchen, Nieswurz, Seidelbast und Goldrute sowie Orchideen wie das Knabenkraut. Daneben ist reichhaltige Moos- und Flechtenvegetation zu finden.
Im Norden und Westen des Naturschutzgebietes befinden sich mehrere markante Felsformationen der am Ithkamm zutage tretenden Schichtrippe des Korallenooliths (Adam und Eva, Falkenstein, Fahnenstein und Garwindelstein) sowie ein Bergsturz (Teufelsküche). Die meisten der Felsformationen sind als Naturdenkmal ausgewiesen.